# Real Ordem (Espanha)
Real Ordem (em espanhol Real Orden) foi a disposição com força de lei que era ditada pelo soberano na Espanha, desde Filipe II até Afonso XIII. 
Após a chegada da Segunda República, e até o presente, a  "Real Ordem" perdeu a vigência. Atualmente, a disposição emanada do poder executivo com força de lei é denominada Decreto-lei (em espanhol Decreto Ley).
Porém, com a Constituição espanhola de 1869 a Real Ordem não teria já um caráter dispositivo, mas cumpriria apenas uma função de sanção das normas fundamentais, função atribuída ao Chefe do Estado, salvo em situações de alteração da legalidade constitucional como quando, por Real Ordem, o Rei Afonso XIII acedeu às pretensões de acesso ao poder mediante um golpe de Estado de Primo de Rivera.